# فارسی‌سرایان تاجیکستان
زبان فارسی طی سده‌های طولانی تنها زبان ادبی و فرهنگی آسیای میانه بود. با تسخیر آن مناطق بدست روس‌ها زبان فارسی در ورارود (ماوراءالنهر) بسیار محدود شد و از سال ۱۹۲۴ تنها در جمهوری تازه بنیاد تاجیکستان و با نامگذاری تازهٔ «زبان تاجیکی» به حیات ادبی خود ادامه داد. فارسی (حالا با نام تاجیکی) در تاجیکستان زبان رسمی ماند ولی در جمهوری‌های دیگر مانند ازبکستان از صحنه دولتی و رسمی بیرون رانده شد و پس از فروپاشی شوروی و استقلال آن جمهوری‌ها فشار دولتی برای محدودیت فارسی بیش از اندازه زیاد شد.
در ازبکستان که پیرامون ۷ میلیون فارسی‌زبان ساکنند بتازگی همه کتاب‌های فارسی («تاجیکی») به آتش کشیده شده‌اند  و همه انجمن‌های ادبی فارسی‌زبان تعطیل و سرکوب شده‌اند.
در اینجا فهرستی از شاعران فارسی‌زبان کشور تاجیکستان (که فارسی زبان رسمی آن است) می‌آید:
- اسکندر ختلانی
- اسیری خجندی (درگذشت ۱۹۱۶ م)
- بازار صابر (زادهٔ ۱۹۳۸ م)
- باقی رحیم زاده
- پیرو سلیمانی
- خیرالدین خیراندیش
- دولت رحمانیان
- رحمت نذری
- رستم وهاب نیا
- زلفیه عطایی
- سلیم شاه حلیم شاه
- صدرالدین عینی (درگذشت ۱۹۵۴ م)
- عبدالله رهنما
- عبدالله قادری
- عسکر حکیم (زادهٔ ۱۹۴۶ م)
- عطا میر خواجه
- فرزانه خجندی
- کمال نصرالله
- گلرخسار صفی‌اوا (زادهٔ ۱۹۴۷ م)
- لایق شیرعلی (۱۹۴۱–۲۰۰۰ م)
- مؤمن قناعت (زادهٔ ۱۹۳۲ م)
- محمد علی جنیدی (سیاووش)
- محمد علی عجمی
- نظام قاسم
- عبید رجب